# Китаев, Григорий Георгиевич
Григорий Георгиевич Китаев (29 октября 1889, Миасс, Челябинский уезд, Оренбургская губерния, Российская империя — 29 октября 1971, Свердловск, РСФСР, СССР) — русский и советский уральский горщик, первооткрыватель месторождений.

## Биография
Родился в 1889 в городе Миассе.
С детства помогал отцу Георгию Авенировичу Китаеву в поисках минералов. В 1900-х годах работал десятником, штейгером на золотых приисках Рязановых, Козицыных на Южном Урале. Добывал содержащие радий руды в экспедиции В. И. Горна. С этой же экспедицией два года проработал на Северном Урале.
С 1908 года под руководством Е. Н. Короткова заготавливал образцы минералов для мастерской научных коллекций и музея УОЛЕ.
В 1912—1917 годах работает в экспедиции академика В. И. Вернадского.
В 1917 году делал коллекцию минералов для Горного института. В 1919 году из образцов коллекции, собранной Г. Г. Китаевым, был сформирован подарок В. И. Ленину.
В 1920 по рекомендации А. Е. Ферсмана назначен заведующим копями драгоценных камней в районе Албашка — Мурзинка — Липовка.
В 1921 году женился на Вере Николаевне.
В 1922 году сделал карту минеральных родников Липовки.

В 1922—1924 годах восстанавливает изумрудные копи в Липовке в должности технического руководителя.
В 1925 году по договору с трестом «Русские самоцветы» организует поставку на фарфоровые заводы 500 000 пудов полевого шпата из месторождений в Мурзинке, Адуе и Вишнёвых горах.
В 1926—1930 годах работает в тресте «Русские самоцветы» заведующим горными и поисковыми работами на полевой шпат.
В 1928 году публикует совместно с М. О. Клером статью "Новое месторождение титановых руд на Урале".
В 1929 году совершил поездку в Москву на фарфоровый завод имени Ломоносова с новыми образцами полевого шпата и рутила. Во время поездки по приглашению А. Е. Ферсмана делает доклад в Академии наук СССР.
В 1936 году участвовал в подборе и доставке уральских поделочных камней для памятника Анри Барбюсу в Париже.
Добывал в Ильменских горах лазурит для мозаичной карты СССР.
В 1937 году организует доставку из Бакала в Свердловск жеоды бурого железняка весом 9,7 тонн и установку её в качестве экспоната у здания Уральского геологического музея.
В 1941 году работает в геологоразведочной партии в Вишнёвых горах.
Участвовал в изысканиях месторождения кианитов в Брусянах, шабровского талькового рудника, уфалейского месторождения мрамора.
Работал начальником геолого-разведочной партии в Мончетундре.
В 1950—1960 годах заготавливал образцы минералов для учебных коллекций фабрики «Природа и школа».
В 1967 году помогал сыну Игорю Григорьевичу Китаеву с подбором каменных глыб для Исторического сквера города Свердловска.
29 апреля 1969 года получил звание «Первооткрыватель месторождения» диплом № 50.
Похоронен в 1971 году на Широкореченском кладбище города Свердловска.

## Семья
Происходил из старинного уральского рода Китаевых. Его прадед — Егор Артемьевич Китаев (1783-1840) был управляющим Верх-Исетского завода. Ученик Григория Зотова, являлся одним из лидеров старообрядческой общины.
Отец — Георгий (Егор) Авенирович Китаев (1861–1915), мать — Анна Васильевна (в девичестве Хохлова) (1864–1947).
Жена — Вера Николаевна (в девичестве Калугина).
Сын Георгий (1915-1997) участник Великой отечественной войны, участник Французского сопротивления, геолог. 
Сын Юрий — мастер буровых работ.
Сын Аскольд — огранщик камней.
Сын Игорь — резчик по камню.
Дочь Людмила — учитель в средней школе.
Дочь Елизавета — геолог.